# Koyoharu Gotouge Before Demon Slayer: Kimetsu no Yaiba
Koyoharu Gotouge Before Demon Slayer: Kimetsu no Yaiba é uma coletânea de mangás japonesa escrita e ilustrada por Koyoharu Gotouge e publicada pela Shueisha. A obra reúne quatro one-shot publicados originalmente entre 2013 e 2015.

## Publicação

### Original
Koyoharu Gotouge Before Demon Slayer: Kimetsu no Yaiba apresenta quatro one-shot's com histórias de Koyoharu Gotouge: Kagarigari (過狩り狩り), publicada em 2013, publicada em 2013; Monju Shirō Kyōdai (文殊史郎兄弟), publicada em 2014 no segundo número da revista Jump Next!; Rokkotsu-san (肋骨さん), publicada em 2014 na Weekly Shōnen Jump; e Haeniwa no Zigzag (蠅庭のジグザグ), publicada na Weekly Shōnen Jump em 2015. A Shueisha lançou uma coletânea reunindo as quatro histórias em formato tankōbon em 4 de outubro de 2019.

### Traduzida
O mangá foi licenciado para lançamento em inglês na América do Norte pela Viz Media, sendo publicado em 8 de outubro de 2024. Também foi licenciado na Itália pela Star Comics, na França pela Panini e na Argentina pela Editorial Ivrea.

### Capítulos
| N.º | Japonês              | Japonês           | Inglês               | Inglês         |
| N.º | Data de lançamento   | ISBN              | Data de lançamento   | ISBN           |
| --- | -------------------- | ----------------- | -------------------- | -------------- |
| 1 | 4 de outubro de 2019 | 978-4-08-882084-2 | 8 de outubro de 2024 | 978-1974749652 |
| \| 1. "Kagarigari" (過狩り狩り) 2. "Monju Shirō Kyōdai" (文殊史郎兄弟) 3. "Rokkotsu-san" (肋骨さん) 4. "Haeniwa no Zigzag" (蠅庭のジグザグ) \| |                      |                   |                      |                |
| 1. "Kagarigari" (過狩り狩り) 2. "Monju Shirō Kyōdai" (文殊史郎兄弟) 3. "Rokkotsu-san" (肋骨さん) 4. "Haeniwa no Zigzag" (蠅庭のジグザグ)       |                      |                   |                      |                |